# Reserva (dret internacional)
La reserva d'un tractat internacional és, segons la Convenció de Viena de 1969, una declaració unilateral, sigui quin sigui el seu enunciat o denominació, feta per un estat en signar, ratificar, acceptar o aprovar un tractat, o en el moment d'adherir-s'hi, amb la finalitat d'excloure o modificar els efectes jurídics de l'aplicació en aquest estat de certes disposicions del tractat.